# Veliko Brdo (Makarska)
Veliko Brdo falu Horvátországban, Split-Dalmácia megyében. Közigazgatásilag Makarska községhez tartozik.

## Fekvése
Splittől légvonalban 51, közúton 85 km-re délkeletre, Makarska központjától légvonalban 2, közúton 6 km-re északra, Közép-Dalmáciában, a Biokovo-hegység lejtőin  fekszik. Településrészei Veliko Brdo és Žlib.

## Története
Veliko Brdo területén már az őskorban éltek emberek. A határában található Bubnjavača-barlangban az újkőkorból származó nyolcezer éves leletek kerültek elő. A térség első ismert népe az illírek egyik törzse a dalmátok voltak, akik a magaslatokon épített, jól védhető erődített településeikben laktak. A rómaiak hosszú ideig tartó harcok után csak az 1. században hódították meg ezt a vidéket. Az illírek elleni 9-ben aratott végső győzelem után békésebb idők következtek. A szomszédos Makarskán 4. század elején a rómaiak Inaronia nevű városa állt, melynek maradványait a városközpont több helyén feltárták. A 7. században horvát törzsek telepedtek le a tengerpart, valamint a Cetina és Neretva folyók közti területen. A török hódítás idején a 15. század második felében lakossága nagyrészt a tengerpartra és a szigetekre menekült. Első írásos említése a török uralom idején 1571-ben történt. A közeli Zadvarje (Duare) várának felszabadításával együtt 1684-ben szabadult fel végleg a több mint kétszáz éves török uralom alól, majd a Velencei Köztársaság része lett. A török veszély végével a környező települések újra benépesültek és a település mai lakóinak ősei is ekkor telepedtek itt le. A lakosság főként földműveléssel és állattartással foglalkozott. 1735-ig a szomszédos Basttal közös plébániája volt, attól fogva önálló plébánia lett. A velencei uralomnak 1797-ben vége szakadt és osztrák csapatok vonultak be Dalmáciába. 1806-ban az osztrákokat legyőző franciák uralma alá került, de Napóleon lipcsei veresége után 1813-ban újra az osztrákoké lett. 1857-ben 212, 1910-ben 418 lakosa volt. 1918-ban az új szerb-horvát-szlovén állam, majd később Jugoszlávia része lett. A település a háború után a szocialista Jugoszláviához került. A háború utáni időszaktól az 1980-as évekig a fiatalok kivándorlása miatt lakossága folyamatosan csökkent. Ez a folyamat különösen az 1962-es földrengés után erősödött fel, amikor sokan költöztek be Makarskára. Az 1990-es évektől Makarska fejlődése Veliko Brdora is hatással volt és a lakosság száma újra növekedésnek indult. 1991 óta a független Horvátországhoz tartozik. 2011-ben 408 lakosa volt.

## Lakosság

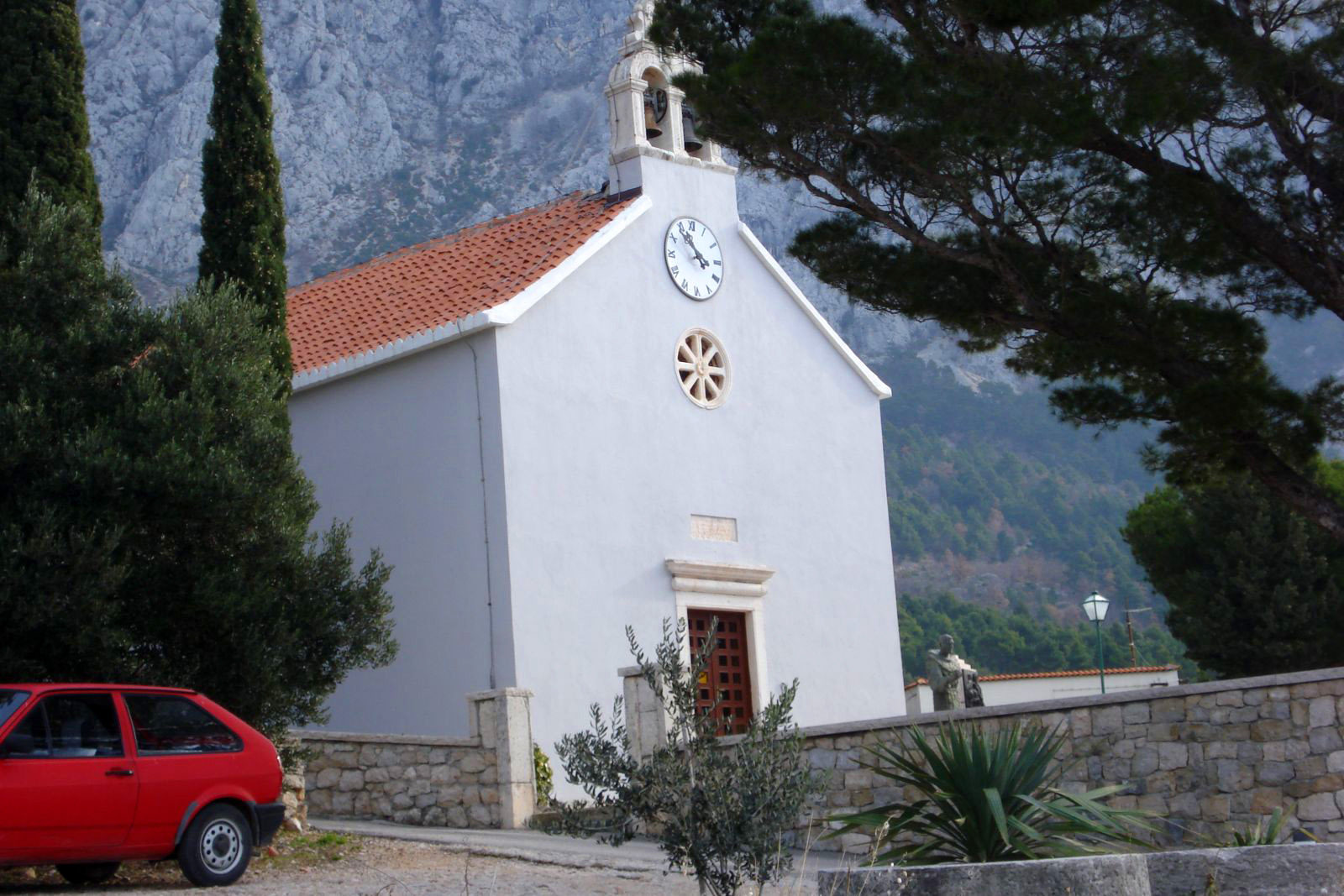
A Szent Jeromos plébániatemplom

| Lakosság változása | Lakosság változása | Lakosság változása | Lakosság változása | Lakosság változása | Lakosság változása | Lakosság változása | Lakosság változása | Lakosság változása | Lakosság változása | Lakosság változása | Lakosság változása | Lakosság változása | Lakosság változása | Lakosság változása | Lakosság változása |
| ------------------ | ------------------ | ------------------ | ------------------ | ------------------ | ------------------ | ------------------ | ------------------ | ------------------ | ------------------ | ------------------ | ------------------ | ------------------ | ------------------ | ------------------ | ------------------ |
| 1857               | 1869               | 1880               | 1890               | 1900               | 1910               | 1921               | 1931               | 1948               | 1953               | 1961               | 1971               | 1981               | 1991               | 2001               | 2011               |
| 212                | 238                | 255                | 311                | 385                | 418                | 418                | 438                | 391                | 401                | 386                | 276                | 214                | 215                | 335                | 408                |

## Nevezetességei
- Szent Jeromos tiszteletére szentelt római katolikus plébániatemploma[4] 1745-ben épült, felszentelése 1756. október 24-én volt. Homlokzatán a bejárat felett nyolcágú rózsaablak látható. A homlokzat feletti harangtornyot 1879-ben építették három harang számára. A templomnak gótikus csúcsíves boltozata van. A márvány nagyoltárt 1956-ban emelték és helyezték el rajta Szent Jeromos képét, Gabrijel Jurkić alkotását. A két mellékoltár Szűz Mária és Szent József tiszteletére van szentelve. A diadalív falmélyedéseiben Szent Ferenc és Szent Antal szobrai vannak elhelyezve.

- A Szent Mihály templom[5] a Žlib nevű településrészen áll. Elődje 1745-ig plébániatemplomként működött. Osman aga török felügyelő említi először 1621-ben. 1672-ben Lišnjić püspök is megemlíti a Szentszéknek tett jelentésében. Ebből a régi templomból származik Matteo de Otoni nápolyi festőművész 1684-ben festett Szent Mihály képe, melyet 1844-ben Franjo Kaer restaurált. A templom mellett volt a plébánia temetője is. A régi templomot 1873-ban lebontották és a helyére ekkor épült a mai templom. 1962-ben a földrengés ezt is súlyosan megrongálta és teljesen újjá kellett építeni.

- Határában található a Bubnjavača-barlang az újkőkori ember régészeti lelőhelye.